# To Be Kind
| Recensione           | Giudizio |
| -------------------- | -------- |
| AllMusic             | [ 1 ]    |
| Clash                | 9/10     |
| Drowned In Sound     | 10/10    |
| The Guardian         | [ 4 ]    |
| Music OMH            | [ 5 ]    |
| NME                  | 9/10     |
| Pitchfork            | 9.2/10   |
| The Quietus          | positivo |
| The Skinny           | [ 9 ]    |
| This Is Fake DIY     |          |
| Uncut                | 8/10     |
| SentireAscoltare.com | 7.3/10   |
| Il Mucchio Selvaggio | 9/10     |

To Be Kind è il tredicesimo album in studio degli Swans, pubblicato il 12 maggio 2014 dalle etichette indipendenti Young God Records e Mute Records.
È stato reso disponibile nei formati digitale, triplo LP e doppio CD. Quest'ultimo formato è disponibile anche in edizione deluxe con incluso un DVD Live delle esibizioni ai festival Hellfest, Pitchfork Music Festival e Primavera Sound.
Il 4 maggio è stato reso disponibile in anteprima l'intero album in streaming sul sito di National Public Radio.

## Il disco
Le session sono iniziate nell'ottobre del 2013 da materiale sviluppato live durante il tour del 2012-2013, è prodotto da Michael Gira e registrato da John Congleton ai Sonic Ranch, a Tornillo, in Texas, 30 miglia da El Paso e al Congleton studio di Dallas.
Ad anticipare l'uscita dell'album sono stati diffusi i brani A Little God In My Hands, 21 marzo 2013 tramite Soundcloud, e Oxygen il 15 aprile 2014 tramite il sito The Quietus.
Tra gli ospiti figurano St. Vincent, Cold Specks, Little Annie e Bill Rieflin.

### Artwork
Le sei versioni della copertina dell'album, rivelate il 21 marzo 2013, sono realizzate da Bob Biggs.
Michael Gira afferma di aver conosciuto l'artista a Los Angeles tra il 1976 e il 1977 e di essere rimasto folgorato dalle sue opere:
(Michael Gira)

## Tracce
Disco 1
Testi di Michael Gira.
1. Screen Shot – 8:04 (musica: Michael Gira)
2. Just a Little Boy (for Chester Burnett) – 12:39 (musica: Michael Gira, Christoph Hahn, Thor Harris, Christopher Pravdica, Phil Puleo, Norman Westberg)
3. A Little God in My Hands – 7:08 (musica: Michael Gira)
4. Bring the Sun / Toussaint L'Ouverture – 34:05 (musica: Michael Gira, Christoph Hahn, Thor Harris, Christopher Pravdica, Phil Puleo, Norman Westberg)
5. Some Things We Do – 5:09 (musica: Michael Gira)

Durata totale: 67:05
Disco 2
Testi di Michael Gira.
1. She Loves Us! – 17:00 (musica: Michael Gira, Christoph Hahn, Thor Harris, Christopher Pravdica, Phil Puleo, Norman Westberg)
2. Kirsten Supine – 10:32 (musica: Michael Gira)
3. Oxygen – 7:59 (musica: Michael Gira)
4. Nathalie Neal – 10:14 (musica: Michael Gira)
5. To Be Kind – 8:22 (musica: Michael Gira, Christoph Hahn, Thor Harris, Christopher Pravdica, Phil Puleo, Norman Westberg)

Durata totale: 54:07
2 CD+DVD Edition bonus videos (Live at Primavera 2013)
Testi di Michael Gira.
1. To Be Kind – 20:41 (musica: Michael Gira, Christoph Hahn, Thor Harris, Christopher Pravdica, Phil Puleo, Norman Westberg)
2. Just a Little Boy (for Chester Burnett) – 10:46 (musica: Michael Gira, Christoph Hahn, Thor Harris, Christopher Pravdica, Phil Puleo, Norman Westberg)
3. Coward – 8:36 (musica: Michael Gira, Harry Crosby, Ronaldo Gonzalez, Jarboe, Ivan Nahem, Ted Parsons, Norman Westberg)
4. She Loves Us! – 18:17 (musica: Michael Gira, Christoph Hahn, Thor Harris, Christopher Pravdica, Phil Puleo, Norman Westberg)
5. Oxygen – 7:17 (musica: Michael Gira)
6. The Seer / Toussaint L'Ouverture – 45:35 (musica: Michael Gira, Christoph Hahn, Thor Harris, Christopher Pravdica, Phil Puleo, Norman Westberg)

Durata totale: 111:12

## Formazione
Crediti tratti dal sito ufficiale dell'etichetta Young God Records:

### Gruppo
- Michael Gira – voce principale, chitarra elettrica, chitarra acustica, produzione
- Christoph Hahn – lap steel guitar, chitarra elettrica, voci
- Thor Harris – batteria, percussioni, drums, percussion, "vibes and bells", aerofoni, viola fatta a mano, voci
- Christopher Pravdica – basso, chitarra acustica, voci
- Phil Puleo – batteria, percussioni, dulcimer, piano, chiavi, voci
- Norman Westberg – chitarra elettrica, chitarra acustica, voci

### Altri musicisti
- Bill Rieflin – batteria, percussioni, sintetizzatore, piano, chitarra elettrica, basso, tastiere
- Al Spx – voce secondaria in Bring the Sun
- Little Annie – voce in Some Things We Do
- Julia Kent – cordofoni e arrangiamenti dei cordofoni in Some Things We Do
- St. Vincent – voce secondaria in Nathalie Neal, Bring the Sun, Screen Shot, Kirsten Supine
- Jennifer Church – voce secondaria in She Loves Us, A Little God in My Hands
- Daniel Hart – violino
- Rex Emerson – mandolino
- David Pierce – trombone
- Evan Weiss – tromba
- Sean Kirkpatrick – piano, clavicembalo, sintetizzatore
- John Congleton – piano

### Staff tecnico
- John Congleton – registrazione, missaggio

## Distribuzione
| Regione                                    | Data           | Formato                                 | Etichetta         |
| ------------------------------------------ | -------------- | --------------------------------------- | ----------------- |
| Mercato mondiale (eccetto il Nord America) | 12 maggio 2014 | 2 CD, 2 CD+DVD, 3 LP, download digitale | Mute Records      |
| Nord America                               | 13 maggio 2014 | 2 CD, 2 CD+DVD, 3 LP, download digitale | Young God Records |